# كرة القدم في الكويت
تعتبر كرة القدم هي اللعبة الشعبية الأولى في الكويت ، وتمتلك الكويت الكثير من الإنجازات في هذه اللعبة، حيث أن منتخب الكويت لكرة القدم هو أول منتخب عربي آسيوي تأهل لكأس العالم وكان ذلك في عام 1982، وهو أيضًا أول المنتخبات العربية فوزًا ببطولة كأس آسيا وذلك في عام 1980، ويعتبر ناديا القادسية والعربي هم الناديان الأكثر شعبية وكانا ولا يزالان الغريمين التقليديين، يليهما نادي الكويت وبعد ذلك نادي كاظمة، ويعتبر نادي العربي الأكثر حصولًا على الألقاب، أما من ناحية نقاط التفوق فالغلبة لنادي القادسية حيث استطاع الفوز بكاس التفوق العام منذ بدء العمل به عام 1973 وحتى وقتنا هذا دون انقطاع.

## الاتحاد الكويتي لكرة القدم
- يقع الإتحاد الكويتي لكرة القدم ((بالإنجليزية: Kuwait Football Association)) في منطقة العديلية في مدينة الكويت.
- تأسس الاتحاد الكويتي لكرة القدم في عام 1952.[2]

## المسابقات

### المسابقات المحلية
- الدوري الممتاز
- دوري الدرجة الأولى الكويتي
- دوري بلو لكرة القدم
- كأس الأمير
- كأس ولي العهد
- كأس الاتحاد الكويتي
- كأس السوبر الكويتي

### بطولات أقيمت بالكويت
- كأس العرب لكرة القدم 1964
- كأس الخليج العربي لكرة القدم 1974
- كأس الأمم الآسيوية للشباب 1975
- كأس الأمم الآسيوية لكرة القدم 1980
- كأس الخليج العربي لكرة القدم 1990
- بطولة الألعاب الغرب الآسيوية 2002
- كأس العرب 2002
- كأس الخليج العربي لكرة القدم 2003
- بطولة اتحاد غرب آسيا لكرة القدم 2012

## إنجازات منتخب الكويت الوطني
كأس الخليج العربي
- البطل: (10 مرات) 1970، 1972، 1974، 1976، 1979، 1982، 1986، 1990، 1996,1998، 2010
- الوصيف: مرة 1979

كأس الأمم الآسيوية
- البطل: 1980
- الوصيف: مرة 1976
- المركز الثالث: مرة 1984
- المركز الرابع: مرة 1996

كأس العالم العسكرية
- البطل: مرتين في (قطر 1981, الكويت 1983)
- الوصيف: مرة في (سوريا 1977)
- المركز الثالث: 3 مرات في (كونغو 1973، ألمانيا الشرقية 1975، الكويت 1979)

## الأندية في الكويت
- نادي القادسية
- نادي العربي
- نادي الكويت
- نادي كاظمة
- نادي السالمية
- نادي الجهراء
- نادي الفحيحيل
- نادي اليرموك
- نادي التضامن
- نادي الشباب
- نادي الساحل
- نادي النصر
- نادي الصليبيخات
- نادي خيطان
- نادي برقان

## روابط خارجية
- صفحة الكويت في موقع الفيفا
- صفحة الكويت في موقع الاتحاد الأسيوي
- RSSSF (رجال)